# Mullinalaghta
Mullinalaghta is een plaats in het Ierse graafschap County Longford. De plaats telt ca 450 inwoners.